# 1526 Mikkeli
1526 Mikkeli (1939 TF) là một tiểu hành tinh vành đai chính được phát hiện ngày 7 tháng 10 năm 1939 bởi Y. Vaisala ở Turku.